# Volleyboll vid olympiska sommarspelen 2000
Volleybollen vid olympiska sommarspelen 2000 bestod av vanlig volleyboll (den tionde turneringen) och beachvolleyboll (den andra turneringen).

## Medaljtabell
| Gren                    | Guld | Silver | Brons |
| Volleyboll, herrar      | Jugoslavien Vladimir Batez Slobodan Kovač Slobodan Boškan Đula Mešter Vasa Mijić Nikola Grbić Vladimir Grbić Andrija Gerić Goran Vujević Ivan Miljković Veljko Petković Igor Vušurović | Ryssland Vadim Chamuttskich Ruslan Olichver Valerij Gorjusjev Igor Sjulepov Aleksej Kazakov Jevgenij Mitkov Sergej Tetjuchin Roman Jakovlev Konstantin Usjakov Aleksandr Gerasimov Ilja Saveljev Aleksej Kulesjov             | Italien Andrea Gardini Marco Meoni Pasquale Gravina Luigi Mastrangelo Paolo Tofoli Samuele Papi Andrea Sartoretti Marco Bracci Simone Rosalba Mirko Corsano Andrea Giani Alessandro Fei |
| Volleyboll, damer       | Kuba Taismary Agüero Zoila Barros Regla Bell Marlenis Costa Ana Fernández Mirka Francia Idalmis Gato Lilia Izquierdo Mireya Luis Yumilka Ruíz Marta Sánchez Regla Torres               | Ryssland Jevgenija Artamonova Anastasija Belikova Ljubov Sokolova Jekaterina Gamova Jelena Godina Tatjana Gratjeva Natalija Morozova Olga Potasjova Inessa Sargsjan Jelizaveta Tisjtjenko Jelena Tjurina Jelena Vasiljevskaja | Brasilien Leila Barros Virna Dias Érika Coimbra Janina Conceição Kely Fraga Ricarda Lima Kátia Lopes Walewska Oliveira Elisângela Oliveira Karin Rodrigues Raquel Silva Hélia Souza     |
| Beachvolleyboll, herrar | USA Dain Blanton Eric Fonoimoana | Brasilien Zé Marco de Melo Ricardo Santos | Tyskland Axel Hager Jörg Ahmann |
| Beachvolleyboll, damer  | Australien Natalie Cook Kerri Ann Pottharst | Brasilien Adriana Behar Shelda Bede | Brasilien Adriana Samuel Sandra Pires |

## Medaljfördelning
| Pl. | Nation      | Guld | Silver | Brons | Totalt |
| --- | ----------- | ---- | ------ | ----- | ------ |
| 1   | Australien  | 1    | 0      | 0     | 1      |
| 1   | Kuba        | 1    | 0      | 0     | 1      |
| 1   | USA         | 1    | 0      | 0     | 1      |
| 1   | Jugoslavien | 1    | 0      | 0     | 1      |
| 5   | Brasilien   | 0    | 2      | 2     | 4      |
| 6   | Ryssland    | 0    | 2      | 0     | 2      |
| 7   | Tyskland    | 0    | 0      | 1     | 1      |
| 7   | Italien     | 0    | 0      | 1     | 1      |